# Intelsat
Intelsat SA egy nyitott kábeles és távközlési műholdas szolgáltató. 2013-ban lett Intelsat SA.

## Története
Az Intelsat SA ( Nemzetközi Távközlési Műhold Szervezet/International Telecommunications Satellite Consortium) kormányközi megállapodások alapján 1964. augusztus 20-án 11 ország által létrehozott szervezet. Tulajdonát képezik a kommunikációs műholdak, irányításával végez nemzetközi műsorszóró szolgáltatásokat. Hozzá kapcsolódó földi állomások hálózatának létrehozása és üzemeltetése. Adminisztratív központja Washington. Több igazgatósága működik például Tysons Corner (Virginia), Teleport Fuchsstadt (Németország.
1965. április 6-án állították pályára az első Intelsat–1 (Early Bird) műholdat. 1973-ban kibővült a szervezet, 80 aláíró ország, 600 földi állomás, 149 felhasználó ország. 2001-re 100 aláíró ország lett a tagja. 2007 júniusában a BC Partners megszerezte a részvények 76%-át, mintegy 3,75 milliárd euró értékben.
2011 márciusától a világ legnagyobb flottájával, 52 kommunikációs műholddal rendelkezett. A legnagyobb űreszköz szállító a Space Systems/Loral (Amerika), 2003-ig 31 műholdat készített. A műholdak készítésében nyugat-európai és japán vállalatok is részt vesznek. Minden műholdját amerikai hordozórakétával állították pályára.
Több politikai (PanAmSat kongresszusi törvényalkotási törekvése) és technika (alkalmazás – Apollo-program) csatározás eredményeként több, önálló szolgáltató becsatlakozott a szervezetbe. 2001. július 18-tól, 37 évvel megalakulása után önállóan végezhette szolgáltatását.
Költségvetését a tagok hozzájárulása, befektetői részvények, eszközök (szolgáltatások) bérlése biztosítja. Bevételeiből a legfelsőbb bizottság határozata szerint (részvények valamint a kártérítési tőke) részesülnek